# Стрижевський Володимир Сергійович
Володимир Сергійович Стрижевський (4 травня 1953, Дрогобич, Львівська область, УРСР — 15 листопада 2023) — український футболіст, воротар.

## Біографія
Розпочинав футбольну кар'єру в Спортивному клубі з Луцька і кіровоградській «Зірці». Два роки перебував у дублі київського «Динамо». Другу половину 70-х років захищав кольори дніпропетровського «Дніпра», який у той час балансував між вищою та першою лігами.
За «Колос» (Межиріч) виступав у часи його розквіту. Був основним голкіпером сільської команди з Павлоградського району Дніпропетровської області. Двічі здобував срібні медалі чемпіонату УРСР і одного разу — бронзові. Останні три роки провів у складі криворіжського «Кривбаса».
Був головним тренером команди з Кривого Рогу в першому чемпіонаті незалежної України та хмельницького «Поділля» — 1995 рік (4 матчі).
Потім 5 років працював у Казахстані. Повернувшись до Дніпропетровська у 2004 році, працював із дитячими та юнацькими командами ФК «Дніпро».

## Досягнення
- Другий призер чемпіонату УРСР (2): 1983, 1984
- Третій призер чемпіонату УРСР (1): 1982

## Статистика
| Сезон | Команда              | Ліга | І  | ПГ |
| ----- | -------------------- | ---- | -- | -- |
| 1973  | СК «Луцьк»           | D3   |    |    |
| 1974  | «Зірка» (Кіровоград) | D3   | 16 |    |
| 1975  | «Динамо» (Київ)      | D1   | 0  | 0  |
| 1976  | «Динамо» (Київ)      | D1   | 0  | 0  |
| 1976  | «Динамо» (Київ)      | D1   | 0  | 0  |
| 1977  | «Дніпро»             | D1   | 1  |    |
| 1978  | «Дніпро»             | D1   | 3  | 3  |
| 1979  | «Дніпро»             | D2   | 8  |    |
| 1980  | «Дніпро»             | D2   | 5  |    |
| 1980  | «Кривбас»            | D3   | 10 | 8  |
| 1981  | «Дніпро»             | D1   | 0  | 0  |
| 1982  | «Колос» (Межиріч)    | D3   | 45 |    |
| 1983  | «Колос» (Межиріч)    | D3   | 50 | 45 |
| 1984  | «Колос» (Межиріч)    | D3   | 33 |    |
| 1985  | «Кривбас»            | D3   | 37 | 28 |
| 1986  | «Кривбас»            | D3   | 34 | 26 |
| 1987  | «Кривбас»            | D3   | 16 | 19 |